# Спортивная (станция метро, Самара)
«Спорти́вная» — станция Самарского метрополитена. Расположена на 1-й линии между станциями «Советская» и «Гагаринская».
Станция расположена на улице Юрия Гагарина, недалеко от филиала универмага «Самара».

## История

### Строительство
В сентябре 1984 года началась проходка тоннелей от «Советской». Проходка тоннелей на перегоне «Спортивная» — «Гагаринская» велась от «Гагаринской» двумя тоннельными отрядами — № 30 и № 35. Это делалось для того, чтобы вода самотеком «под горку» выходила из построенных тоннелей. Со второй половины 1988 года на станции начался монтаж конструкций, а в 1989 году она была сдана под отделку. Строилась станция открытым способом.

### Пуск
Станция открыта 25 марта 1993 года в составе второго пускового участка Самарского метрополитена «Советская» — «Гагаринская».
До открытия станции «Гагаринская», за которой находятся оборотные тупики, перегон между «Советской» и «Спортивной» работал в особом режиме — по второму пути ходил поезд-челнок.

## Вестибюли и пересадки
Один вестибюль, оборудован лестницами, выход на улицу осуществляется через подземные переходы.

## Техническая характеристика
Конструкция станции — колонная трёхпролётная мелкого заложения (глубина заложения ≈ 8 метров).

## Привязка общественного транспорта

### Автобус
| №  | Пересадки                                         | Конечный пункт 1    | Конечный пункт 2  |
| -- | ------------------------------------------------- | ------------------- | ----------------- |
| 34 | Московская Гагаринская Советская Победа Безымянка | Площадь Революции   | Завод «Металлург» |
| 41 | Московская Гагаринская Советская Победа Безымянка | Улица Ленинградская | 15-й А микрорайон |

- Маршрутное такси:
  - № 205 «Причал № 6 — мкр. Крутые Ключи»
  - № 226 «Хлебная пл. — Ул. Солнечная»
  - № 480 «Ж/Д вокзал — мкр. Крутые ключи»

## Архитектура и оформление
Колонны и боковые стены облицованы бледно-серым, почти белым мрамором. На путевых стенах картины на спортивную тему выполнены мраморной мозаикой.

## Схема станции
| 1 путь    | ← к станции «Гагаринская» |
| платформа |                           |
| 2 путь    | → к станции «Советская» → |

## Фотографии
- Платформа станции
- Название станции
- Элемент оформления станции
- Поезд прибывает на станцию
- Вестибюль станции
- Путевая стена
- Вход в подуличный переход
- Вход на станцию